# اندره بالاشف
اندره بالاشف (روسی: Андрей Васильевич Балашов؛ ۲۲ مارس ۱۹۴۶ – ۲۱ اکتبر ۲۰۰۹) قایقران قایق بادبانی اهل اتحاد جماهیر شوروی سوسیالیستی بود.